# 羅利 (麻薩諸塞州)
羅利（英語：Rowley）是一個位於美國麻薩諸塞州艾塞克斯縣的鎮。

## 人口
根據2020年美國人口普查的數據，羅利的面積為52.70平方千米，當中陸地面積為47.20平方千米，而水域面積為5.50平方千米。當地共有人口6161人，而人口密度為每平方千米117人。